# KPS 9566
KPS 9566は、朝鮮民主主義人民共和国（北朝鮮）で使用される朝鮮語の文字コードである。北朝鮮の国家規格で制定され、2011年に制定されたとされているKPS 9566-2011（通称）が最新のものである。2003年に制定されたKPS-9566-2003と1993年に制定されたKPS 9566-93は、1997年以降の標準規格とは多くの部分で異なるため、ほとんど使われていない。
KPS 9566-2000をサポートする唯一の文字符号化方式としてEUC-KPがあるが、これはEUC-KRと似ており、KS X 1001をKPS 9566に変えたものである。しかしKPS 9566をサポートするソフトウェアがほとんど存在しないため、代わりにEUC-KRを使用しており、文字集合自体は国際標準などで参照用途として使用することが多い。

## KPS 9566-2000のコード構成

0x2468等における太字の「金」の例

0x312Eにおける通常の「金」の例

KPS 9566-2000は94×94の文字集合であり、整列を除いた全体的な構造はKS X 1001と類似する。
- 21(16進) ~ 2C(16進): 特殊文字領域（符号、絵文字、チョソングルの字母、平仮名、片仮名、ギリシア文字、キリル文字など）
- 2F(16進): ユーザー定義領域
- 30(16進) ~ 4C(16進): チョソングル領域（よく使われる2679字を北朝鮮の字母配列に従って配列されている）
- 4D(16進) ~ 7E(16進): 漢字領域（4653字をチョソングルの読音の順序に従って配列されている）
- 4C(16進)行と7E(16進)行の50(16進)列からは、それぞれユーザー定義の領域B・Cとなっている。

KPS 9566-2000に割り当てられた8259字のうち、83字がUnicodeに収録されていない（いくつかはUnicode 4.0で追加された）。そのうち77字が特殊記号、残り6字が金日成と金正日専用のチョソングル（太字。24(16進)行の68(16進)列から6D(16進)列まで）で、通常のチョソングルとは別に収録されている）。

## KPS 9566-2003のコード構成
KPS 9566-2003はISO/IEC 2022に準拠した94×94の文字集合ではない。UHCに類似の方法で現代朝鮮文字すべてを収録している。その他、
- ISO 8859-1にあり、KPS 9566-2000までにはなかった文字をすべて追加した。
- Unicode 4.0で追加された文字に関してマッピングを変更した。
- ケルビン度記号 (°K) をユーロ記号に差し替えた。

等の変更がある。

## KPS 9566-2011のコード構成
KPS 9566-2011は126×178の文字集合であり、Red Star OS 3.0のフォントに使われている。北朝鮮側はこのバージョンについて何も公表していないため、正式なバージョンは不明だが、上記のフォントには「2011KPS」という文字列が発見されたため、研究者の間では便宜上「KPS 9566-2011」と名付けている。KPS 9566-2000と比べると、
- Unicodeへのマッピングを一部変更した（例：0xA1C1をU+02BCからU+FE10に変更）。
- 金正恩の太字チョソングルを追加した（0xA4EE ~ 0xA4F0）。
- 0xA1A1から0xFEFEの範囲以外に多くの文字（残りのチョソングルの組み合わせ文字、漢字、記号）を追加した。